# Old Love
Old Love ist ein Rocksong, der von Eric Clapton und Robert Cray geschrieben und 1989 auf Claptons Album Journeyman veröffentlicht wurde. Weitere Live-Interpretationen erschienen auf den Alben 24 Nights von 1991, Unplugged von 1992 und Live in Hyde Park von 1998.

## Inhalt
Wie Clapton 1991 im Interview mit George Harrison einem japanischen Fernsehsender mitteilte, handelt die Rockballade von Claptons Liebesbeziehung mit Pattie Boyd. Im Gegensatz zu Liedern wie Layla und Bell Bottom Blues mit denen er Boyds Liebe erwiderte, versucht Clapton hier, Boyd verwirrt und wütend zu vergessen.

## Musik
Der Song ist in der Tonart A-Moll geschrieben. In den Strophen kommen die Akkorde Am7, Dm7, G4 und G7 zum Einsatz, die Clapton als Powerchord spielt. Für die Gitarrensoli verwendete Clapton die Blues-Pentatonik in A-Moll und spielte auf seiner Signatur-Stratocaster. Auf der Journeyman-Version spielt Robert Cray ein ähnliches Solo.